# Libeek
Libeek (Limburgs: Liebik) is een buurtschap bij Sint Geertruid in de gemeente Eijsden-Margraten. Tot 31 december 2010 maakte de buurtschap deel uit van de gemeente Margraten. De plaats is in de 13e eeuw gesticht. Libeek ligt op ongeveer 130 m hoogte. Zo'n kilometer ten zuiden van Libeek ligt het Hoogbos.
Een verklaring voor de naam van de buurtschap is nog niet gevonden.

## Bezienswaardigheden

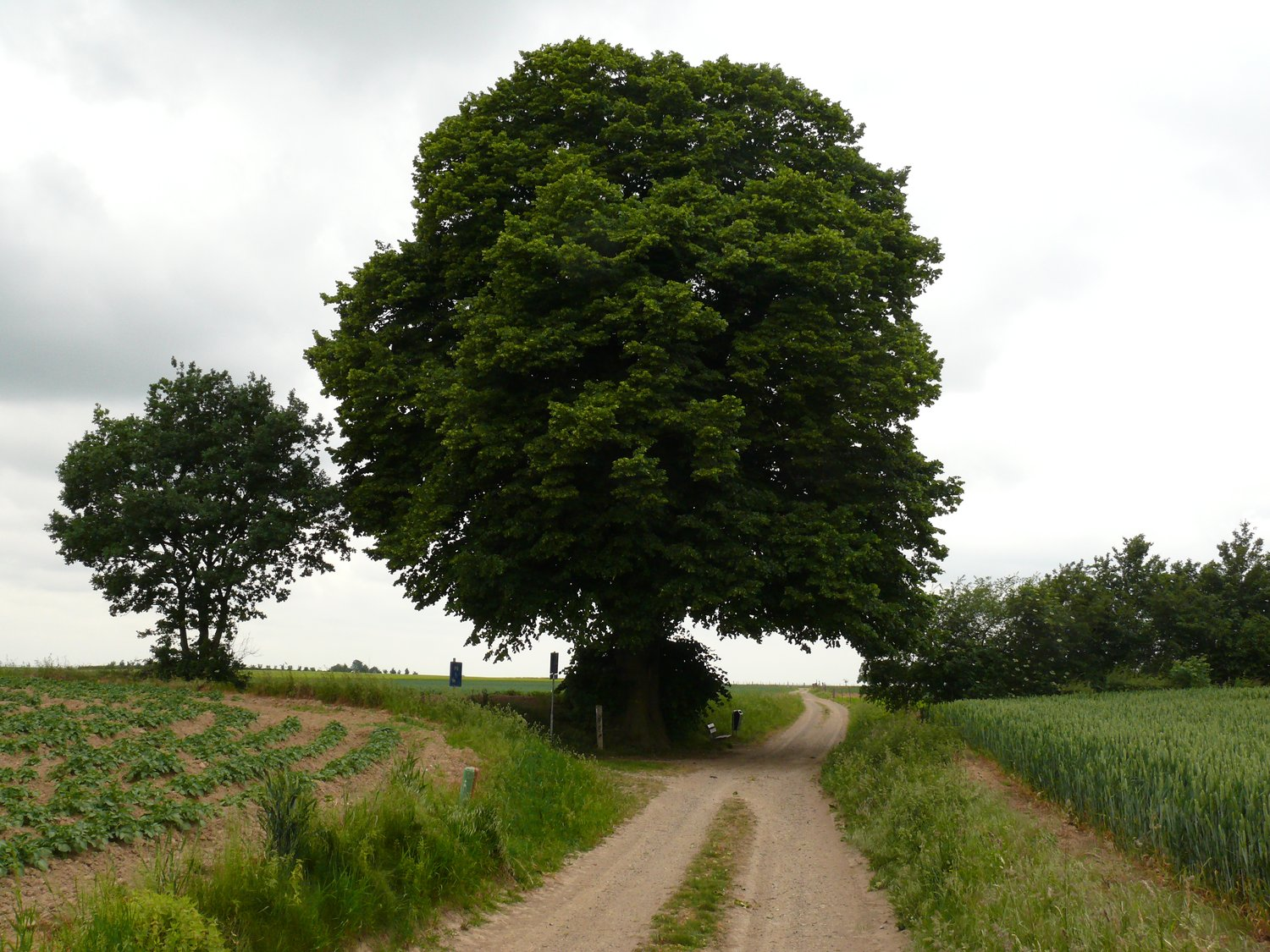
Huuskesboom gezien vanaf de Groeneweg. Links van de weg is België.

- De Hoeve Libeek is een grote kasteelachtige hoeve, waarvan de oudste delen uit de 13e eeuw stammen.
- De zetel ligt een kilometer ten westen van de Hoeve Libeek. Archeologische onderzoekingen toonden aan dat hier een houten woontoren uit de 12e of 13e eeuw heeft gestaan.
- Huuskesboom is een monumentale Hollandse linde van ruim 27 meter hoog die staat op de kruising van de Groeneweg en Pieterssteeg, als markeringsboom op de toenmalige grens tussen het Graafschap Dalhem en het Land van Valkenburg, de huidige grens tussen Nederland en België.[1] De boom is geplant in de tweede helft van de 18e eeuw en werd gebruikt als spijkerboom. De naam verwijst naar een huisje (huuske) dat er vroeger stond.[2]
- Libeek ligt in de overgang van het Plateau van Margraten naar de Herkenradergrub.

### Rijksmonumenten
Libeek heeft twee rijksmonumenten waarvan een de Hoeve Libeek is.

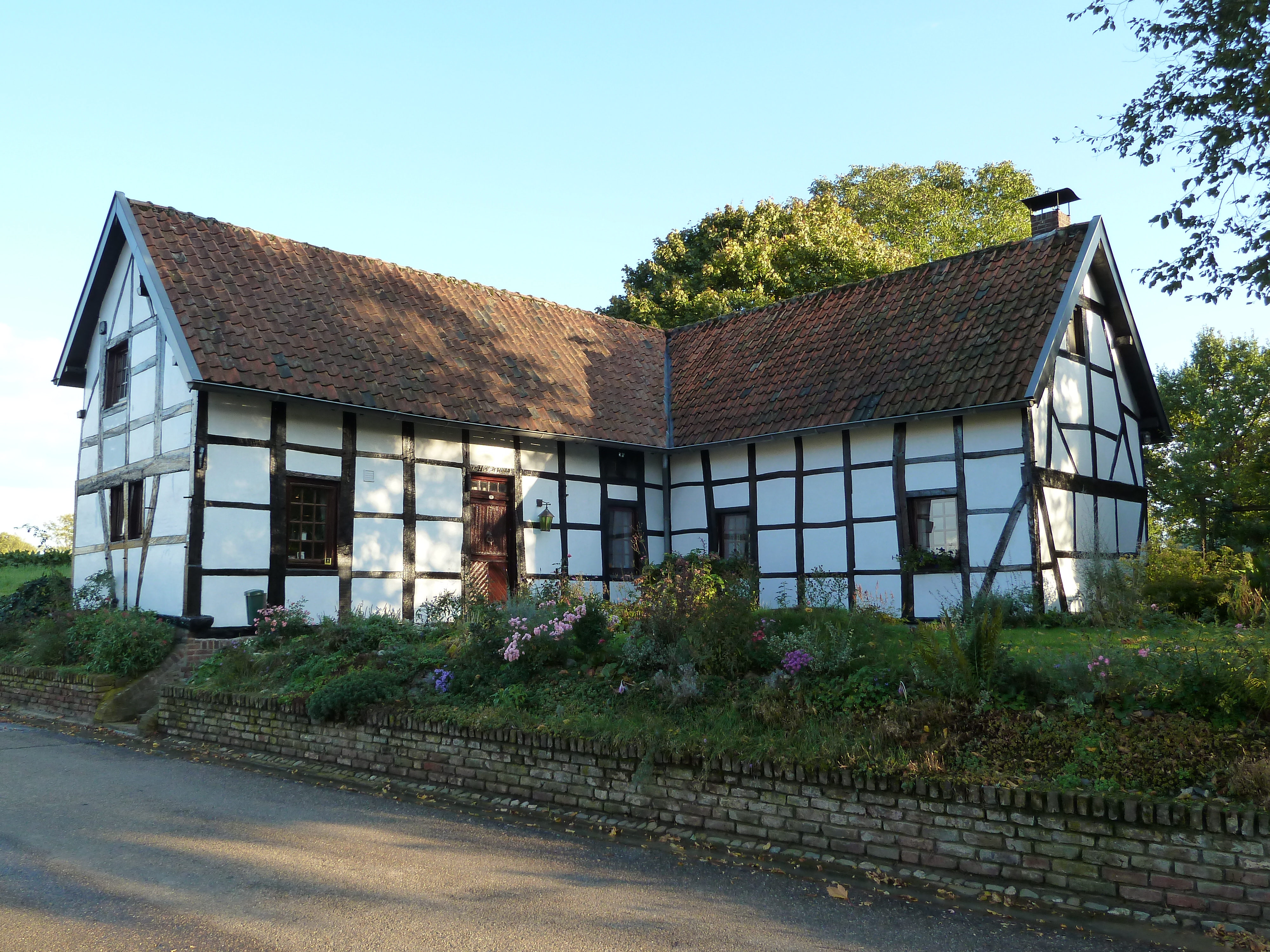
Vakwerkhuis
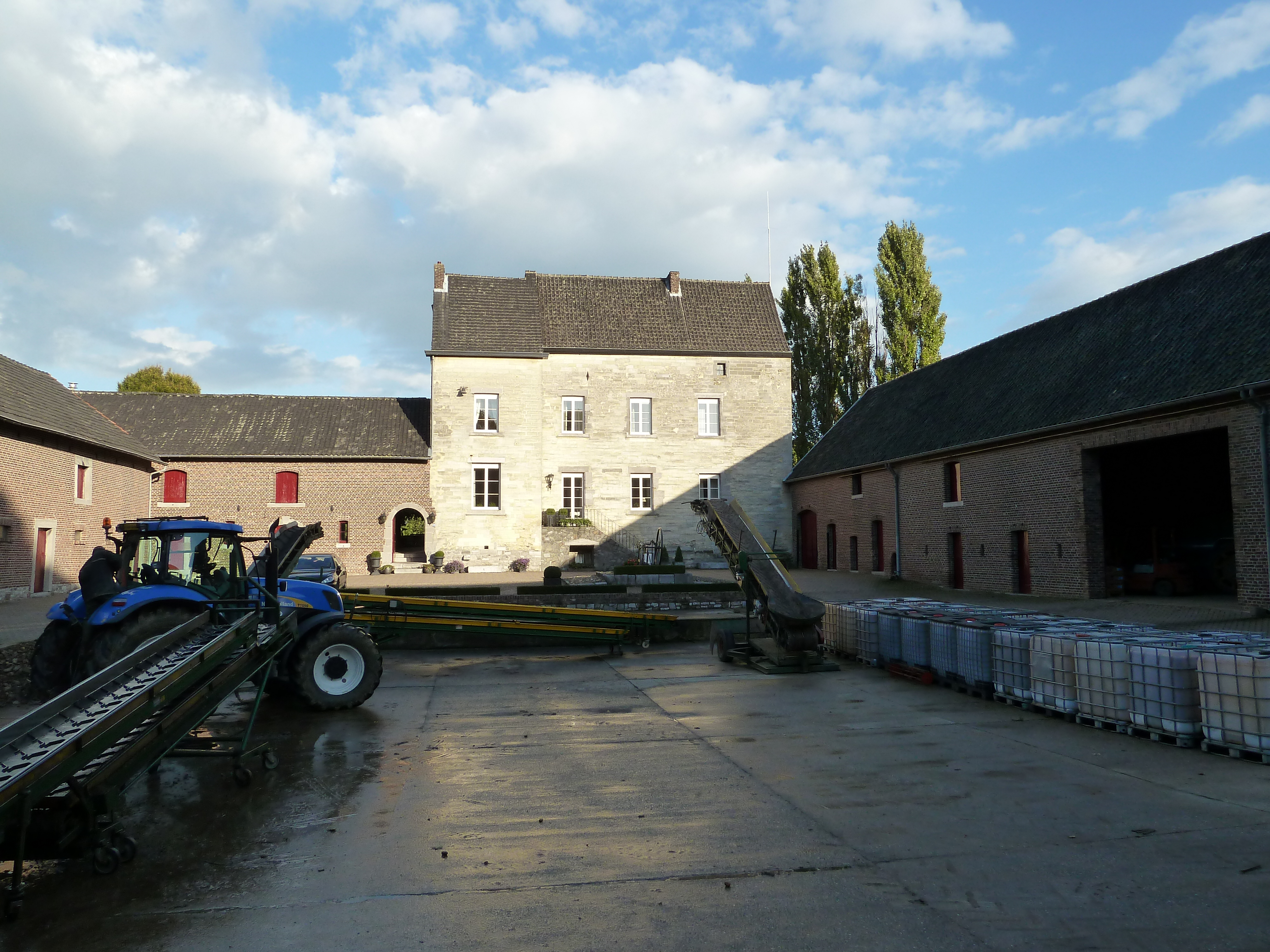
Hoeve Libeek van binnen
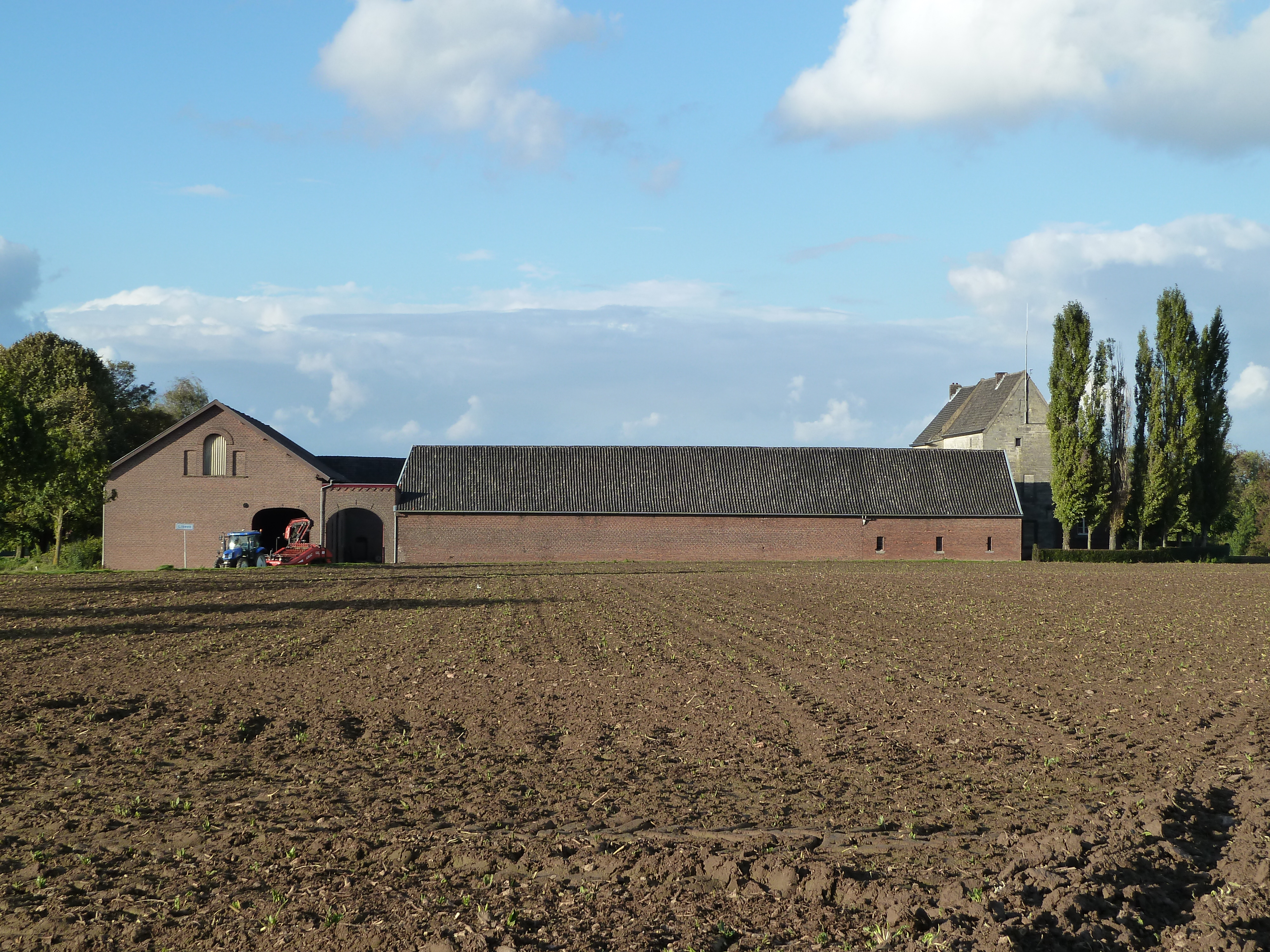
en van buiten

## Economie
Op de grens met België werd in 1966 een exportstation voor aardgas gebouwd, van waaruit gas uit het Groningenveld naar België wordt uitgevoerd.

## Nabijgelegen kernen
Moerslag, 's-Gravenvoeren, Mheer, Herkenrade, Sint Geertruid

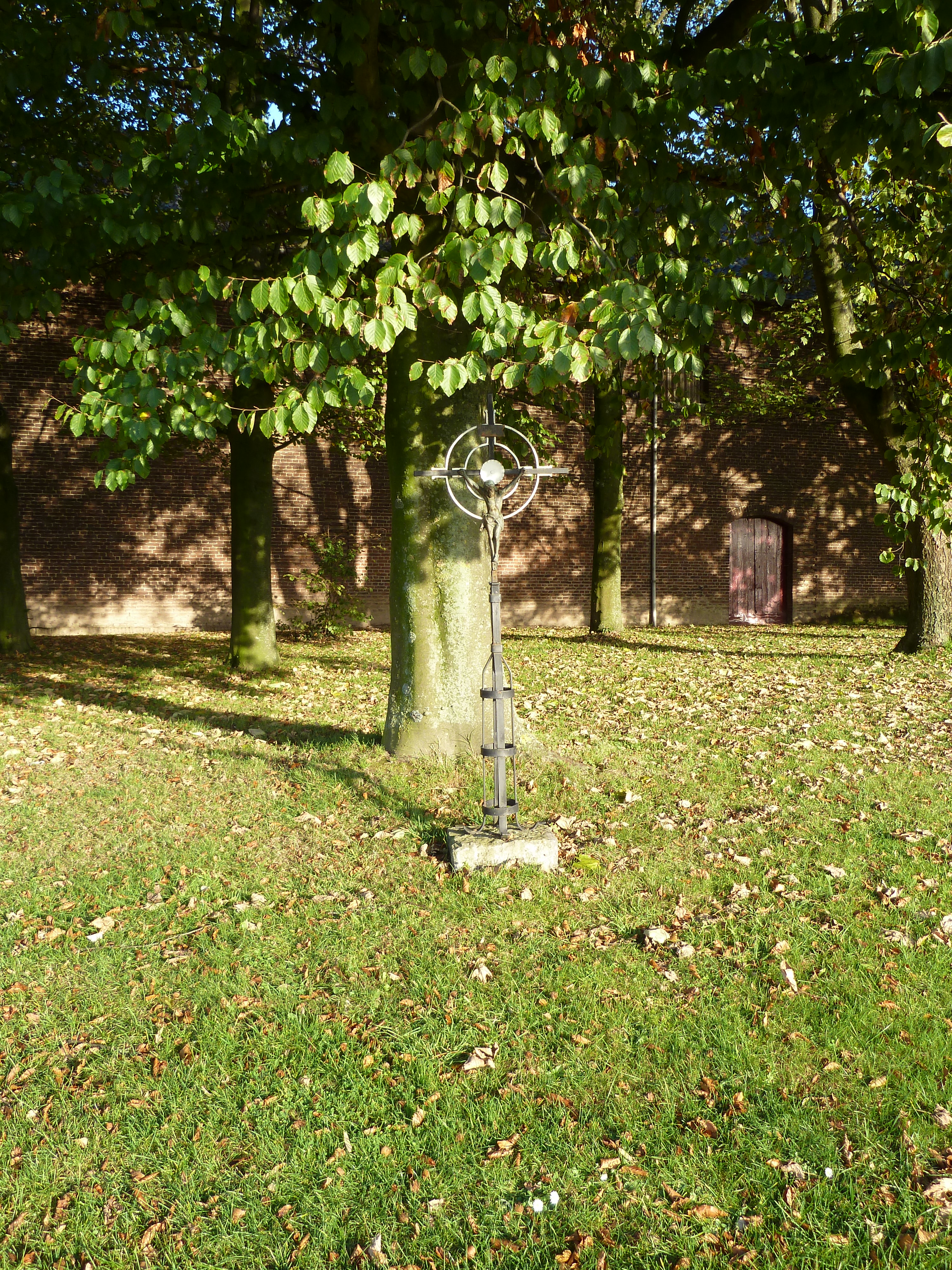
Wegkruis in Libeek
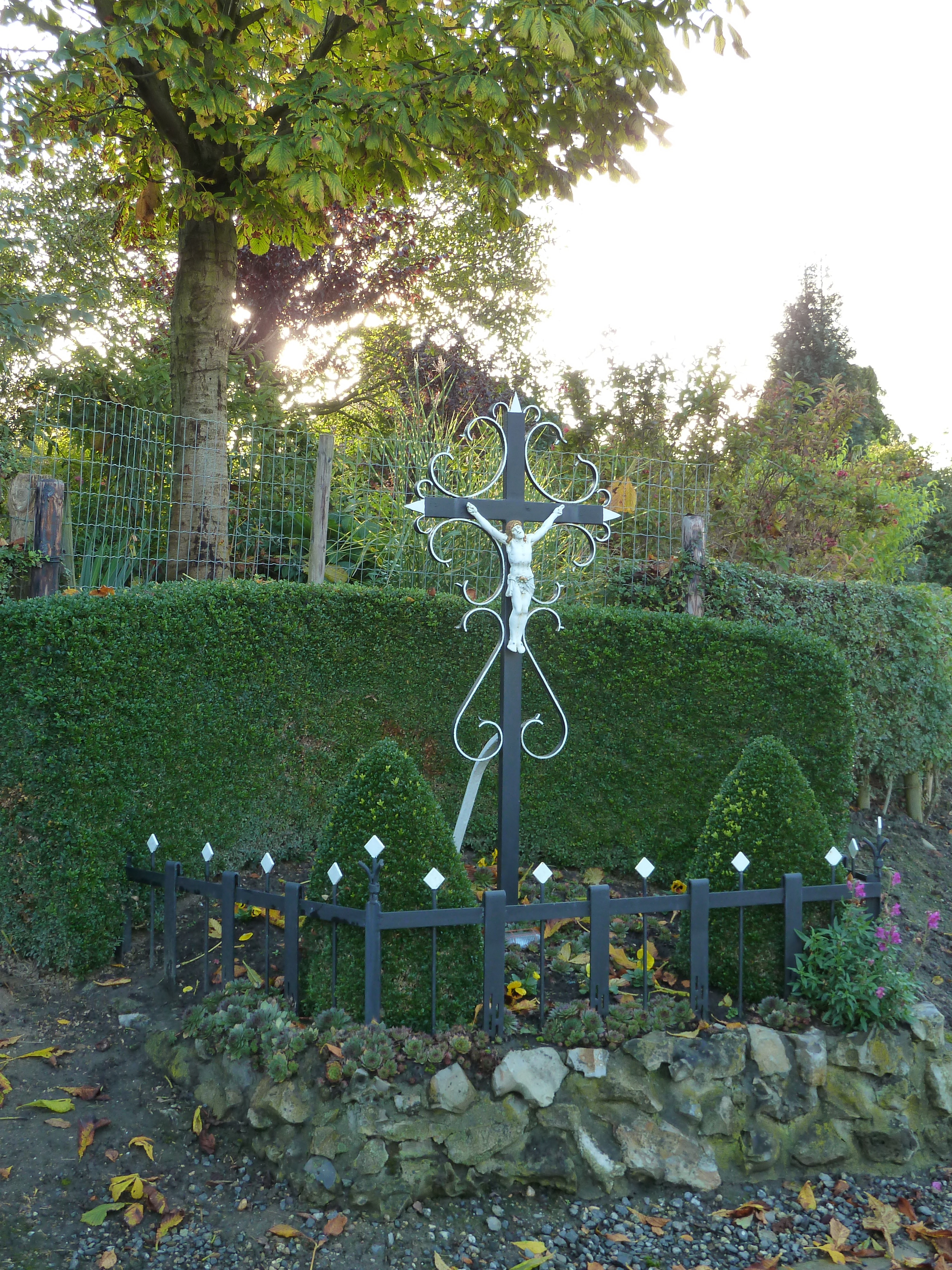
Wegkruis
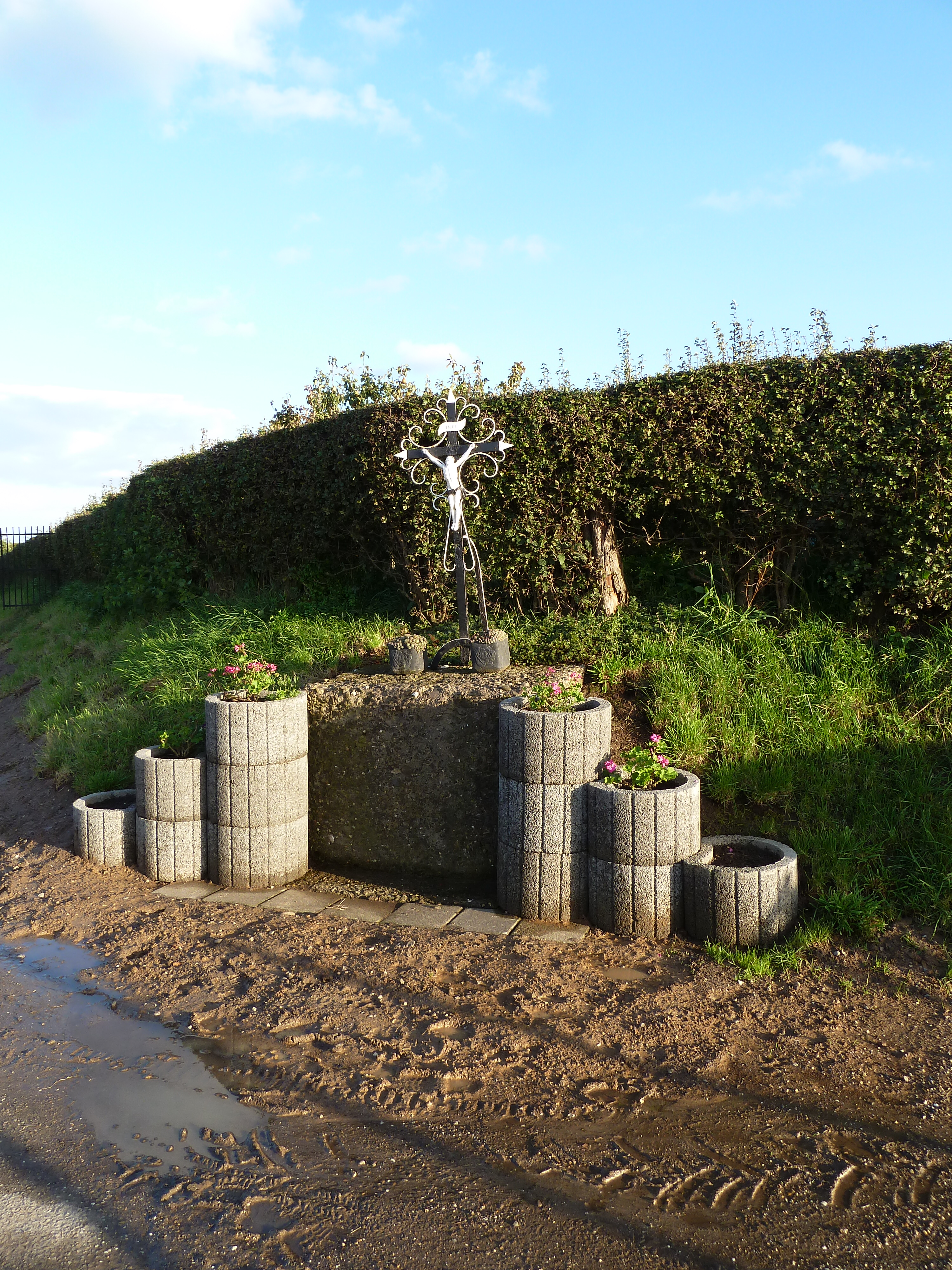
Wegkruis
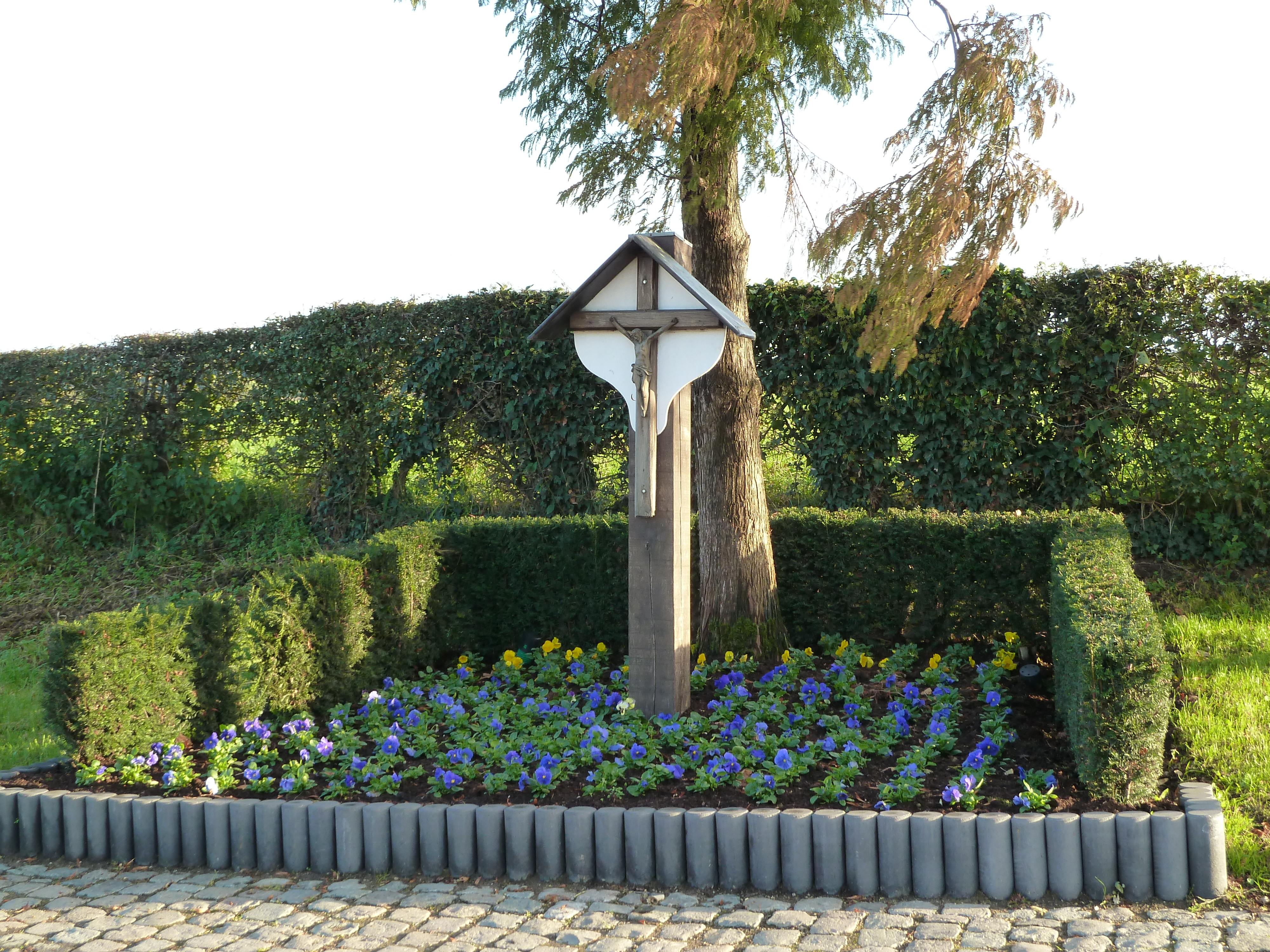
Wegkruis Libeek-Moerslag

Dorpen: Banholt · Bemelen · Cadier en Keer · Eckelrade · Eijsden · Gronsveld · Margraten · Mariadorp · Mesch · Mheer · Noorbeek · Oost-Maarland · Rijckholt · Scheulder · Sint Geertruid

Gehuchten & Buurtschappen: Berg · Bergenhuizen · Breust · Bruisterbosch · Gasthuis · Groot Welsden · Herkenrade · Honthem · Hoogcruts · Hoog-Caestert · Klein Welsden · Laag-Caestert · Libeek · Moerslag · 't Rooth · Schey · Schilberg · Sint Antoniusbank · Terhorst · Terlinden · Termaar · Ulvend · Vroelen · Wesch · Withuis · Wolfshuis

Limburg: Steden en dorpen      Nederland: Provincies · Gemeenten